# Venus Award
Venus Award er en tysk filmpris indenfor pornofilm. Prisen uddeles på den årlige Venus-messe i Berlin.
Prisen ændrede i 2006 navn til MEDEN e-LINE Award.
| Pris | Spire Denne artikel om priser eller udmærkelser er en spire som bør udbygges. Du er velkommen til at hjælpe Wikipedia ved at udvide den. |